# Aulopus
Aulopus is een geslacht van straalvinnige vissen uit de familie van draadzeilvissen (Aulopidae). Het geslacht is voor het eerst wetenschappelijk beschreven in 1816 door Cloquet.

## Soorten
- Aulopus bajacali Parin & Kotlyar, 1984
- Aulopus cadenati Poll, 1953
- Aulopus diactithrix Prokofiev, 2008
- Aulopus filamentosus (Bloch, 1792)